# Cappella di San Rocco (Busalla)
La cappella di San Rocco è un luogo di culto cattolico situato nel comune di Busalla, in via Vittorio Veneto, in prossimità della stazione ferroviaria, nella città metropolitana di Genova.

## Storia

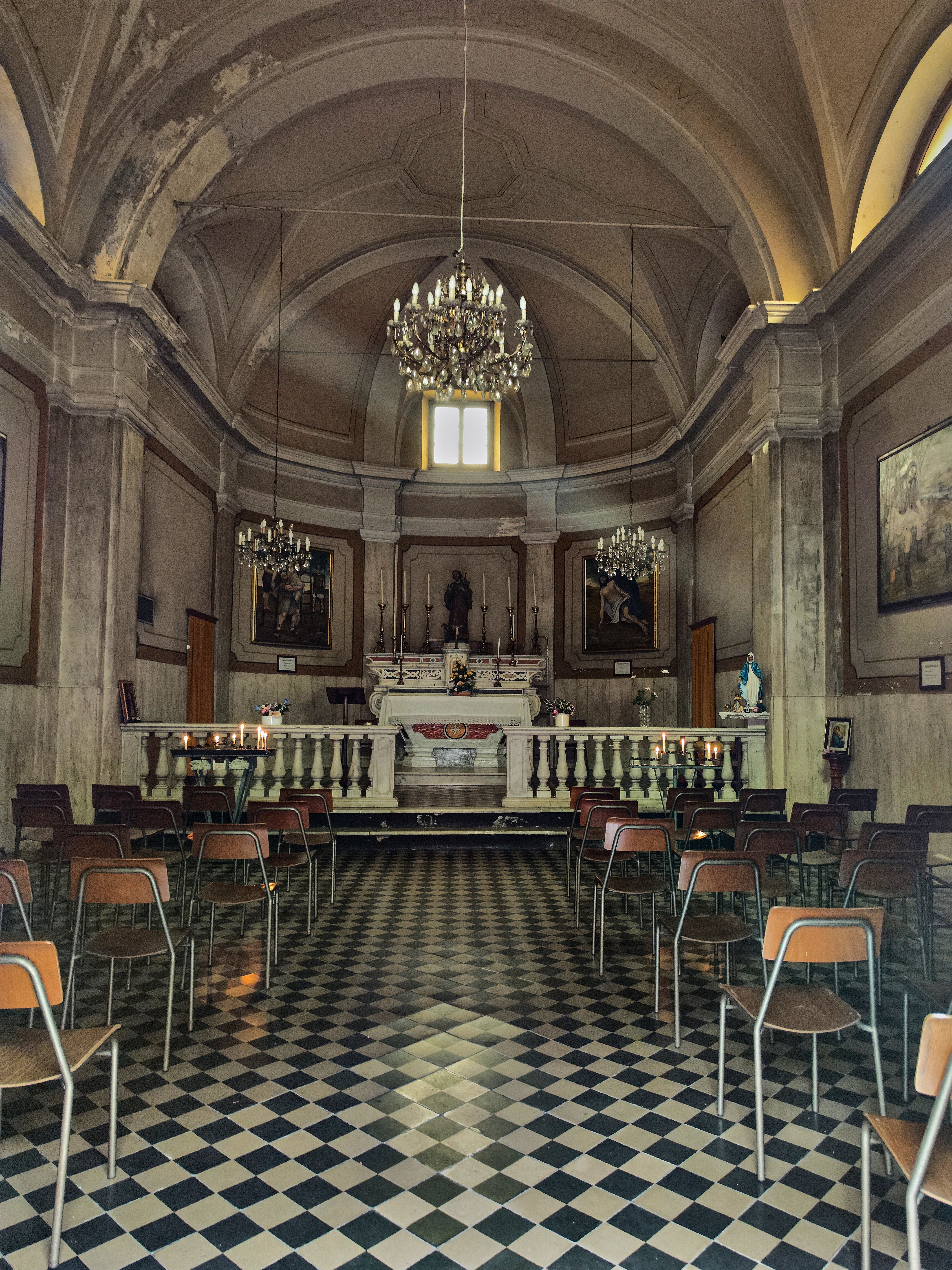
Gli interni della cappella

La prima costruzione risalirebbe al 1726. La cappella originale fu però demolita e quindi riedificata nel 1863. Una piccola parte del suo terreno, utilizzato come magazzino di ghiaia, risulta alienato dallo stato nel 1861.
È collocata nella strada principale del comune, nel pieno del centro storico del paese.

## Descrizione
L'edificio è in muratura mista, con pietre, mattoni e malta, e intonacatura civile. La copertura e a botte. La cappella presenta una navata unica con abside semicircolare. La facciata ha un frontone triangolare e lesene doriche a decorazione degli ingressi laterali e principale. Presenta inoltre una finestra semicircolare.
Internamente i pavimenti sono in piastrelle con classica disposizione ligure a scacchiera, in bianco e nero. L'arredamento liturgico prevede, fra l'altro, un altare in marmo, oltre a un lampadario a candelabro.
All'interno sono conservati sei dipinti in olio su tela (150 x 130 cm) del pittore genovese Francesco Romanello. Fra questi un ciclo di quattro tele raffiguranti episodi della vita del santo (San Rocco assiste gli ammalati di peste; Il santo convalescente riceve il cibo dal suo cane; Guarigione di un bimbo gravemente malato; Il santo recluso in una cella muore di stenti), una Deposizione dalla croce e una Pietà.